# Саваклій (річка)
Саваклій — річка у Компаніївському районі Кіровоградської області, ліва притока Сугоклії (басен Південного Бугу).

## Опис
Довжина річки 28 км,похил річки — 3,7 м/км. Формується з багатьох безіменних струмків та водойм. Площа басейну 256 км².

## Розташування
Саваклій бере початок в селі Семенівка. Тече на південний схід через села Криничувате, Нечаївку та Софіївку. На південному заході від села Долинівка впадає у річку Сугоклію, праву притоку Інгулу.